# Arunthakur
Arunthakur – gaun wikas samiti w środkowej części Nepalu  w strefie Dźanakpur w dystrykcie Sindhuli. Według nepalskiego spisu powszechnego z 2001 roku liczył on 907 gospodarstw domowych i 5276 mieszkańców (2660 kobiet i 2616 mężczyzn).